# Grace Ekpiwhre
Grace Ekpiwhre est une haut fonctionnaire nigériane qui a pris sa retraite en 2007. Elle a été nommée par le président Umaru Yar'Adua comme Ministre de la Science et de la Technologie (en) du Nigeria en juillet 2007, puis elle devient Ministre d'État des travaux publics, du logement et du développement urbain en décembre 2008.

## Biographie
Grace Ekpiwhre est née le 4 janvier 1949 dans le village de Ikweghwu à Agharho, dans la zone de gouvernement locale de Ughelli Nord dans l'État du Delta. Elle a grandi dans un village appelé Ovu Inland, dans Ethiope Ouest, État du Delta. 
Elle a étudié au Collège Notre-Dame de l'Apôtre à Ijebu Ode, de l'État d'Ogun de 1962 à 1966, et au Federal Government College Warri (1967-1968).
Elle a fréquenté l'Université de Lagos et a obtenu un baccalauréat en zoologie, en juin 1972.
Son premier emploi est dans l'administration de l'État de Bendel, en tant qu'agent des pêches de grade II.
Elle a évolué à travers divers postes, occupant des postes de directrice générale des affaires féminines et de directrice générale des entreprises parapubliques de gouvernement. Elle est devenue secrétaire permanente en 1999, chargée de l'habitat. Elle a été nommée à la tête de la fonction publique de l'État du Delta, en 2002, et présidente de la Commission de la fonction publique en 2007,.

## Nominations politiques
Grace Ekpiwhre a été nommée ministre de la Science et de la Technologie en juillet 2007.
Après un remaniement ministériel en décembre 2008, elle a été nommée Ministre d'État des travaux publics, du logement et du développement urbain,.